# オーバーオットマールスハウゼン
オーバーオットマールスハウゼン（ドイツ語: Oberottmarshausen、日常の口語では Abertshausa と呼ばれる）は、ドイツ連邦共和国バイエルン州シュヴァーベン行政管区のアウクスブルク郡に属す町村（以下、本項では便宜上「町」と記述する）である。この町はグロースアイティンゲン行政共同体に属す。

## 地理

### 自治体の構成
この町は、ゲマインデタイル・オットマールスハウゼン（地理上の地区）およびゲマルクング・オットマールスハウゼン（行政/統計上の管区）単独で構成されている。

## 歴史
アウクスブルク司教領は、この集落に土地を所有しており、13世紀にこれをレーエンとして様々なアウクスブルク市民に与えていた。たとえば、ランゲンマンテル家やションガウアー家などである。14世紀から1505年まで、および1698年から19世紀半ばまでランゲンマンテル家が重要な土地領主となり、この村の下級裁判権を有していた。1313年にアウクスブルク聖堂参事会もレーエンを獲得し、1629年にアウクスブルクの聖ウルリヒおよびアフラ修道院に移譲した。1803年の帝国代表者会議主要決議以降、この村はバイエルン領となった。バイエルンの行政改革に伴う1818年の自治体令によって現在の自治体が形成された。1914年、公式に町名がオットマールスハウゼンからオーバーオットマールスハウゼンに改名された。

## 住民

### 人口推移
1988年から2018年までの間にこの町の人口は1,043人から1,702人へ、659人 63.2 % 増加した。

## 行政

### 議会
オーバーオットマールスハウゼンの町議会は12議席からなる。議会にはこれらの議員の他に町長が参加する。

### 首長
2020年5月1日からアンドレアス・ライター (CSU/Unabhängige Wähler) が町長を務めている。彼は町長選挙で 56.8 % の支持票を獲得して町長に選出された。前任者はゲルハルト・メスナー (CSU/UW) で2002年5月から2020年4月まで町長を務めた。

### 紋章
図柄: 緑地に赤い柱。柱の中に銀の町の標柱が描かれている。

## 経済と社会資本

### 交通
オーバーオットマールスハウゼンには、鉄道ボービンゲン - カウフェリング区間の停車駅がある。この区間は時刻表記号 986 アウクスブルク - ランツベルク線の一部である。この区間では、バイエルン・レギオバーンによって少なくとも1時間間隔で列車が運行されている。